# 郭幼明
郭幼明（？—773年），唐朝华州郑县人，太子詹事郭敬之之子，郭子仪的母弟。
郭幼明性情恭谨愿无过，不尚武艺，喜宾客宴饮，居家御众，很得大家的欢心。以哥哥郭子仪的勋业，官至大卿监、少府监，封太原公。大历八年（773年）去世，赠太子太傅。

## 子
- 郭煦，鴻臚少卿
- 郭暅
- 郭昕，檢校左僕射、磧西節度
- 郭晧，兼殿中侍御史
- 郭晫